# Chileaia
Chileaia is een geslacht van wantsen uit de familie van de Miridae (Blindwantsen). Het geslacht werd voor het eerst wetenschappelijk beschreven door José Cândido de Melo Carvalho in 1944.

## Soorten
Het genus is monotypisch en bevat alleen de volgende soort:

- Chileaia uretai Carvalho, 1944